# Paul Delforge
Pour l’article homonyme, voir Delforge.
Paul Delforge (Etterbeek, le 2 mai 1919 - Auderghem, le 5 décembre 1989) est un homme politique belge.

## Biographie
Paul Delforge a suivi les cours de l'École normale Charles Buls, à Bruxelles, où il a décroché son diplôme d'instituteur en 1939.
Le 10 mai 1940, il faisait partie du 4e régiment de Carabiniers lorsque les Allemands envahirent la Belgique, qui capitula 18 jours plus tard. Il échappa à la capture, revint chez lui et entra dans la résistance.
Arrêté en avril 1942 par la Gestapo, il purgea un an de travaux forcés à la prison de Louvain.
Après la guerre, il entra en politique sur la liste libérale (PLP).
En novembre 1949, il succéda en qualité de conseiller communal à Louis Berlaimont. Il devint échevin de l'état civil en 1956 et treizième bourgmestre d'Auderghem de 1959 à 1977.
Il a été élu député de 1963 à 1974, puis sénateur de 1974 à 1977.
Il est inhumé à Auderghem.

## Œuvres
- Auderghem, le complexe communal, Sérigraphie Erna, Bruxelles
- A Auderghem, un centenaire. 1882-1982, Impr. L. Bourdeaux-Capelle, Dinant
- Histoire de quatre réalisations, édité à titre posthume par sa veuve Nicole Rosy, en 1991
- Journal d'un bourgmestre de 1959-1976, édité après sa mort par Les Éditions Copie conforme, en 1994

## Fonctions politiques
- 1949 - 1955 : Conseiller communal à Auderghem
- 1956 - 1958 : Echevin de l'État Civil à Auderghem
- 1959 - 1977 : Bourgmestre d'Auderghem
- 1963 - 1974 : député fédéral belge